# Jānis Ķepītis
Jānis Ķepītis (Trikāta, 2 januari 1908 - Riga, 9 augustus 1989) was een Letse componist, pianist en dirigent.
Ķepītis werd geboren in Trikāta, een klein dorp in Lijfland, dat toen nog tot het Russische keizerrijk behoorde. Hij ging in 1931 naar het nationaal conservatorium in Riga, waar hij in de compositieklas van Jāzeps Vītols kwam. Hij studeerde ook piano en orkestdirectie.
Al tijdens zijn studietijd kwam hij in dienst van de Letse omroep (1934-1952). In 1945 werd hij benoemd tot leraar aan het conservatorium, waar hij tot 1984 vooral de kamermuziekklas doceerde.
Als componist hanteerde Ķepītis een romantisch-lyrische stijl, die sinds de jaren dertig niet fundamenteel veranderde. Zijn werk paste goed in het ideaal van de optimistische muziek die tijdens de Sovjet-bezetting van Letland (1940-1990) door de overheid werd gepropageerd. Zijn tweede symfonie, met als ondertitel Verhalen uit de grote vaderlandse oorlog sluit daar nauw bij aan. Hij was een vruchtbaar componist. Zijn oeuvre omvat vrijwel alle genres.

## Werk
Orkestmuziek
- Zes symfonieën  (1955, 1963, 1971, 1972, 1975 en 1977)
- Drie pianoconcerten (1937, 1953 en 1973)
- Drie vioolconcerten (1940, 1978, 1983)
- Harpconcert (1938)
- Hoornconcert (1940)
- Celloconcert (1952)
- Fagotconcert (1975)
- Concertvariaties op Letse volksthema's voor twee piano's en orkest (1973)
- Zvejnieku ciemā (In het vissersdorp), voor piano en orkest (1965)
- Diverse korte orkestwerken

Kamermuziek
- Zeven pianotrio's (1934, 1940, 1957, 1972, 1978, 1979, 1979)
- Drie strijkkwartetten (1933, 1946, 1975)
- Drie pianokwartetten (1938, 1942, 1975)
- Twee sonates voor viool en piano (1937, 1974)
- Suite voor orgel (1950)

Vocale muziek
- Circa driehonderd liederen voor solostem en piano
- Oratorium 'Balāde par strēlnieka māti' (De ballade van een soldatenmoeder) (1968)
- Opera 'Turaidas roze' (De roos van Turaida) (1959)
- 'Es pasaulei mieru prasu' (Ik vraag om vrede op aarde) voor zangstem en orkest (1982)